# Elmer Clifton

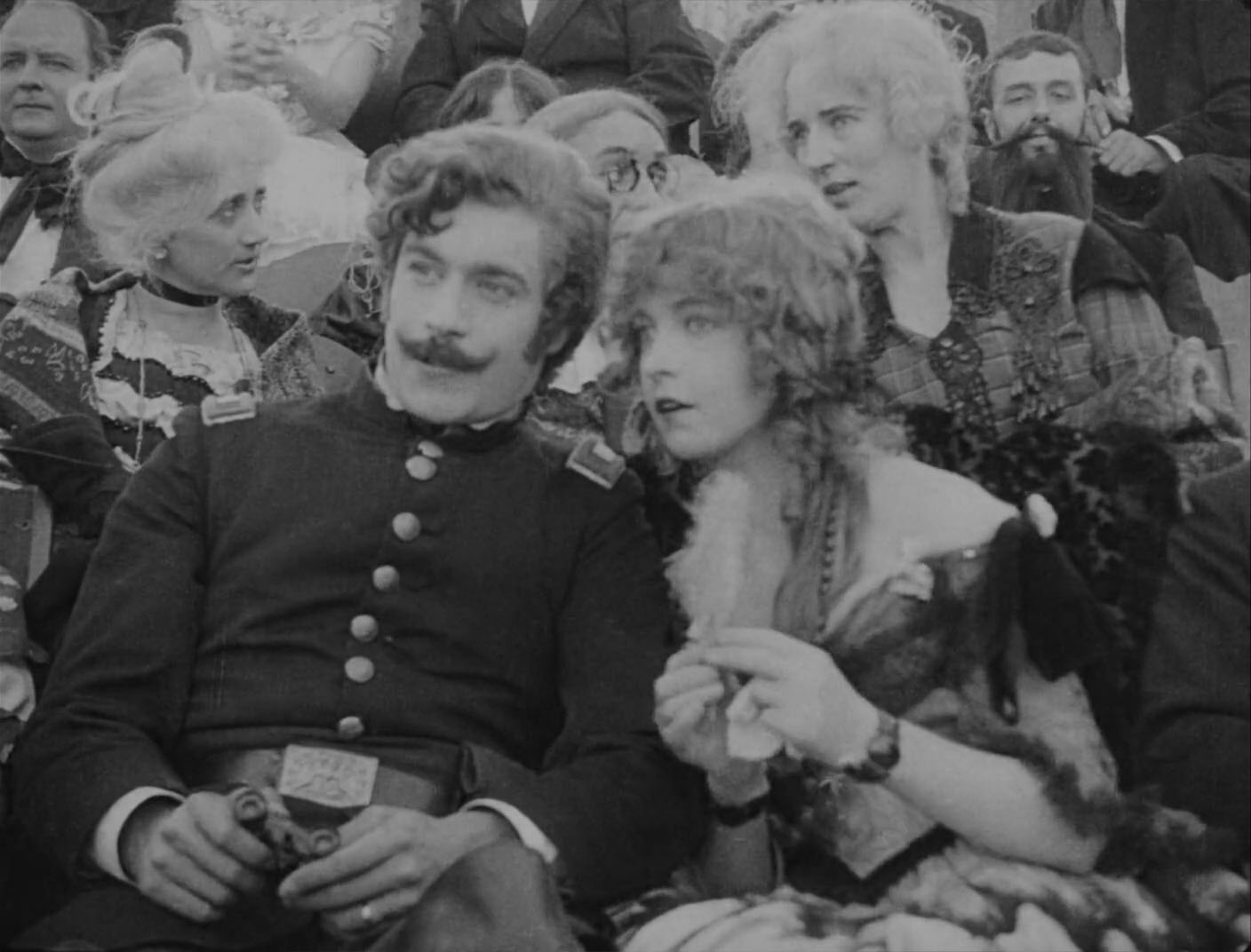
Scena z filmu Narodziny narodu, 1915: Elmer Clifton (Phil Stoneman) i Lillian Gish (Elsie Stoneman)

Elmer Clifton (ur. 14 marca 1890 w Chicago, zm. 15 października 1949 w Los Angeles) – amerykański reżyser, scenarzysta i aktor filmowy.

## Filmografia
- 1915: Narodziny narodu
- 1935: Skull and Crown (reżyseria)
- 1937: Slaves in Bondage (reżyseria)